# Clifton Collins Jr.
Clifton Collins Jr., znany także jako Clifton Gonzalez-Gonzalez czy William Battersby, właściwie Clifton Craig Gonzalez Collins Jr. (ur. 16 czerwca 1970 w Los Angeles) – amerykański aktor i producent filmowy.

## Życiorys

### Wczesne lata
Urodził się w Los Angeles w stanie Kalifornia jako syn Rosario, tancerki, i Cliftona Collinsa. Jego matka była pochodzenia niemieckiego, a ojciec miał korzenie meksykańskie. Ma siostrę Veronicę. Jego dziadek ze strony ojca, Pedro Gonzalez Gonzalez, był aktorem charakterystycznym, który pojawił się w kilku filmach Johna Wayne’a, używając nazwiska Clifton Gonzalez Gonzalez na początku swojej kariery. Kiedy miał 7 lat, nauczył się stepowania.
Jako nastolatek grał w baseball w Małej Lidze.

### Kariera
Debiutował na szklanym ekranie w serialu Warner Bros. Koszmary Freddy’ego (Freddy’s Nightmares, 1990), zanim rok później po raz pierwszy wystąpił na kinowym ekranie w dramacie kryminalnym Wielki Kanion (Grand Canyon, 1991) u boku Danny’ego Glovera, Kevina Kline, Steve’a Martina i Jeremy’ego Sisto.
Po występie w komedii telewizyjnej HBO Ojciec, syn i tajemnice (For Richer, for Poorer, 1992) z Jackiem Lemmonem jako współpracownik, kontynuował karierę na dużym ekranie w filmie sensacyjnym sci-fi Forteca (Fortress, 1993) u boku Christophera Lamberta, komedio-dramacie Zagrożenie dla społeczeństwa (Menace II Society, 1993) z Samuelem L. Jacksonem, melodramacie Poetic Justice – film o miłości (Poetic Justice, 1993) z Janet Jackson i Tupakiem Shakurem, komedii Super balanga (The Stöned Age, 1994) i thrillerze Kevina Reynoldsa Paragraf 187 (One Eight Seven, 1997) u boku Samuela L. Jacksona.
Można go było dostrzec w serialach: Brygada Acapulco (Acapulco H.E.A.T., 1993) z Catherine Oxenberg i modelem Fabio, CBS Strażnik Teksasu (Walker, Texas Ranger, 1996) z Chuckiem Norrisem, NBC Ostry dyżur (ER, 1997), ABC Nowojorscy gliniarze (NYPD Blue, 1997) i CBS Diagnoza morderstwo (Diagnosis Murder, 1998).
W 1998 został uhonorowany nagrodą im. Margo Albert. Za udział w dramacie kryminalnym Stevena Soderbergha Traffic (2000) wraz z całą obsadą filmu odebrał nagrodę Screen Actors.
Za kreację kaprala Ramona Aguilara w dramacie sensacyjnym Ostatni bastion (The Last Castle, 2001) u boku Roberta Redforda i Marka Ruffalo oraz za postać mordercy Perry’ego Smitha w dramacie biograficznym Bennetta Millera Capote (2005) był nominowany do nagrody ALMA (American Latino Media Arts). Rola Jacka „Bumpa” Hilla w serialu FOX Złodziej (Thief, 2006) przyniosła mu nominację do nagrody Emmy.
W grze Grand Theft Auto: San Andreas (2004) użyczył głosu postaci Cesara Vialpando.

## Filmografia
- Wielki Kanion (Grand Canyon, 1991) jako kolega Carlosa
- Forteca (Fortress, 1993) jako Nino Gomez
- Poetic Justice – film o miłości (Poetic Justice, 1993) jako Nadzorca pocztowy
- Zagrożenie dla społeczeństwa (Menace II Society, 1993) jako Vato
- Krwawy odwet (Sworn to Vengeance, 1993)
- Super balanga (The Stöned Age, 1994) jako Tack
- Witch Hunt (1994) jako Tyrone
- Był sobie twardziel (One Tough Bastard, 1995) jako Jarhead
- Martwi Prezydenci (Dead Presidents, 1995) jako Betancourt
- Milestone (1995) jako Clif
- Sierżant Bilko (Sgt. Bilko, 1996) jako żołnierz
- Paragraf 187 (One Eight Seven, 1997) jako Cesar Sanchez
- Crisis Center (1997) jako Nando Taylor
- The Wonderful Ice Cream Suit (1998) jako Martinez
- Zabójczy układ (The Replacement Killers, 1998) jako Loco
- Obrońcy – kwestia wolności słowa (Defenders: Taking the First, 1998) jako Nelson Rodriguez
- Doborowa kompania (The Bad Pack, 1998) jako człowiek z miasta
- My Sweet Killer (1999) jako Horton
- Zbuntowana klasa (Light It Up, 1999) jako Robert ‘Rivers’ Tremont
- Traffic (2000) jako Francisco Flores
- Kraina tygrysów (Tigerland, 2000) jako Miter
- Cena sławy (Price of Glory, 2000) jako Jimmy Ortega
- Uliczne psy (Road Dogz, 2000) jako Raymo Serrano
- Ostatni bastion (The Last Castle, 2001) jako kapral Ramon Aguilar
- American Girl (2002) jako Buddy
- Żyć szybko, umierać młodo (The Rules of Attraction, 2002) jako Rupert Guest
- Niezwyciężony (Undefeated, 2003) jako Loco
- Na własne oczy (I Witness, 2003) jako Claudio Castillo
- Łowcy umysłów (Mindhunters, 2004) jako Vince Sherman
- Life of the Party (2005) jako Kipp
- Capote (2005) jako Perry Smith
- Brudne sprawy (Dirty, 2005) jako oficer Armando Sancho
- Tom 51 (2005) jako Tom Picasso
- Bounty Hunters (2005) jako Mouse
- Babel (2006) jako Oficer na przejściu granicznym
- Horsemen – jeźdźcy Apokalipsy (Horsemen, 2009) jako Stingray
- Święci z Bostonu 2: Dzień Wszystkich Świętych (2009) jako Romeo